# Wrightia coccinea
Wrightia coccinea là một loài thực vật có hoa trong họ La bố ma. Loài này được (Roxb. ex Hornem.) Sims miêu tả khoa học đầu tiên năm 1826.